# Anywhere but Home
Anywhere but Home är ett livealbum/dvd av det amerikanska rockbandet Evanescence från 2004. Den består av 13 låtar inspelade under en konsert i Le Zénith, Paris den 25 maj 2004. Albumet innehåller även den tidigare outgivna låten "Missing" medan man på dvd-utgåvan hittar samtliga sju musikvideor till albumet Fallen samt diverse extramaterial i form av bakom scenen-klipp och korta intervjuer.

## Låtlista
| 1. "Haunted" (Lee, Moody, Hodges) – 4:04 2. "Going Under" (Lee, Moody, Hodges) – 3:57 3. "Taking Over Me" (Lee, Moody, Hodges, LeCompt) – 3:57 4. "Everybody's Fool" (Lee, Moody, Hodges) – 3:40 5. "Thoughtless" (Korn-cover; Shaffer, Davis, Welch, Arvizu, Silveria) – 4:37 6. "My Last Breath" (Lee, Moody, Hodges) – 3:53 7. "Farther Away" (Lee, Moody, Hodges) – 5:02 8. "Breathe No More" (Lee) – 3:33 9. "My Immortal" (Lee, Moody) – 4:38 10. "Bring Me to Life" (Lee, Moody, Hodges) – 4:43 11. "Tourniquet" (Lee, Gray, Hodges, Moody) – 4:17 12. "Imaginary" (Lee, Moody) – 5:25 13. "Whisper" (Lee, Moody) – 5:45 14. "Missing" (Lee, Moody, Hodges) – 4:16 * * Outgiven studiolåt, endast tillgänglig på cd-utgåvan | Musikvideor (Totalt 17 minuter) 1. "My Immortal" 2. "Everybody's Fool" 3. "Bring Me to Life" 4. "Going Under" "Behind the scenes" (Totalt 1 timma) 1. "Life On the Road" 2. "Showtime" 3. "Bloopers" 4. "Evanescence Unleashed" 5. End credits: "Missing" Påskägg 1. "Bring Me to Life" (Live in Las Vegas) – 5:00 |

## Listplaceringar
| Lista (2004-2005)   | Placering |
| ------------------- | --------- |
| Australien          | 33        |
| Belgien (Flandern)  | 36        |
| Belgien (Vallonien) | 46        |
| Frankrike           | 22        |
| Nederländerna       | 18        |
| Nya Zeeland         | 40        |
| Portugal            | 4         |
| Schweiz             | 10        |
| Österrike           | 10        |

## Banduppsättning
- Amy Lee – sång, piano
- Terry Balsamo – sologitarr
- John LeCompt – kompgitarr
- Will Boyd – bas
- Rocky Gray – trummor